# Melvin Bard
Melvin Michel Maxence Bard (* 6. November 2000 in Écully) ist ein französischer Fußballspieler, der auf der Position des Linksverteidigers bei OGC Nizza unter Vertrag steht.

## Karriere

### Verein
Bard wechselte 2016 zur Jugendmannschaft von Olympique Lyon und spielte 2017 erstmals für die zweite Mannschaft des Vereins. Am 13. August 2019 unterzeichnete Bard seinen ersten Profivertrag bei Lyon. Er gab sein Debüt als Profispieler für Lyon beim 4:0-Sieg über Olympique Nîmes in der Ligue 1 am 6. Dezember 2019.
Im Juli 2021 unterschrieb einen Vertrag bei der OGC Nizza.

### Nationalmannschaft
Bard ist französischer Jugendnationalspieler. Nach sechs bzw. vier Länderspielen für die U18- bzw. U19-Nationalmannschaft, debütierte er am 6. September 2019 in der Nationalmannschaft der Altersklasse U20, die in Zagreb 1:1 gegen die Nationalmannschaft Kroatiens spielte.